# 어느 여도박사
"어느 여도박사"는 1971년 공개된 대한민국의 영화이다.

## 배역
- 최무룡
- 윤정희